# Дейнохейрус
Дейнохейрус або дейнохейр (лат. Deinocheirus, від грец. Δεινός («страшний, жахливий, грізний») і χείρ, χειρός («рука») —  рід великих орнітомімозаврів, що жили в пізній крейді близько 70 мільйонів років тому. У 1965 році в формації Немегт в Монголії було вперше знайдено пару великих рук, плечові пояси та кілька інших кісток нового динозавра.  У 1970 році цей екземпляр став голотипом єдиного виду в межах роду — Deinocheirus mirificus; назва роду з грецької означає «жахлива рука».  Протягом майже п'ятдесяти років не було виявлено жодних інших решток, і природа цієї знахідки залишалася загадкою. У 2014 році було описано ще два повних зразки, які пролили світло на багато аспектів анатомії цієї тварини. Частина цих нових екземплярів була викрадена з Монголії кілька років до того, але була репатрійована у 2014 році.
Дейнохейрус був незвичайним орнітомімозавром, найбільшим у своїй кладі — 11 м завдовжки й вагою 6,5 т. Його руки були одними з найбільших серед усіх двоногих динозаврів — 2,4 м завдовжки, з великими тупими кігтями на трипалих долонях. Ноги були відносно короткими й мали тупі кігті. Його хребці мали високі вертикальні відростки, що утворювали «вітрило» вздовж спини. Більшість хребців та деякі інші кістки були сильно пневматизовані внаслідок присутності повітряних мішків. Хвіст закінчувався пігостиле-подібними хребцями, які вказували на наявність пір'яного віяла на хвості. Череп завдовжки 1,024 м, з широким надбрів'ям і глибокою нижньою щелепою, був схожим на череп гадрозавра.
Класифікація Deinocheirus довгий час була невизначеною, і спочатку його відносили до групи тероподів Carnosauria, але незабаром було помічено схожість з орнітомімозаврами. З винайденням повніших решток вдалось визначити, що Deinocheirus був примітивним орнітомімозавром, найбільш близьким до менших родів Garudimimus і Beishanlong, що разом утворювали родину Deinocheiridae. Представники цієї групи не були пристосовані для швидкості, на відміну від інших орнітомімозаврів. Вважається, що дейнохейрус був всеїдним. Форма його черепа вказує на те, що він харчувався рослинами. В асоціації з одним екземпляром були знайдені водночас гастроліти та риб'яча луска. Його потужні кігті могли використовуватися для копання та збирання рослин. Знайдені сліди укусів на кістках зразка Deinocheirus приписують тиранозавру Tarbosaurus.

## Опис

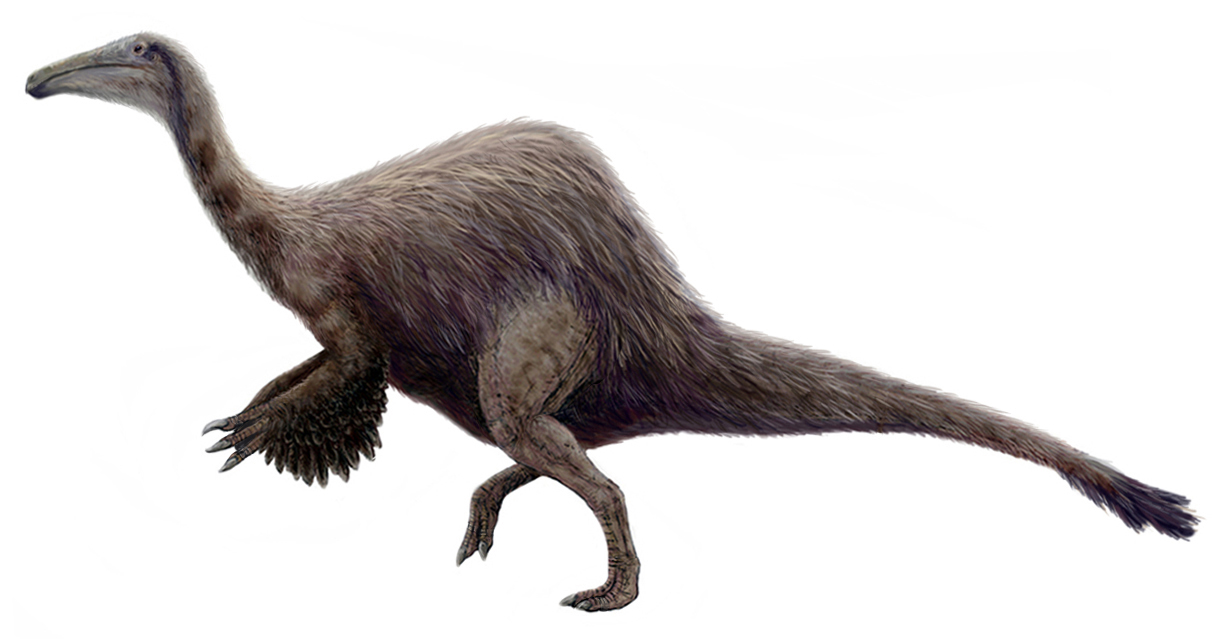
Художня реконструкція Deinocheirus mirificus

Перші останки дейнохейруса (назву дано в 1970 році) — передні кінцівки, більша частина плечового пояса і кілька дрібніших кісткових уламків — були знайдені в Монголії в басейні Немегет у 1965 році. Передні кінцівки дейнохейруса були завдовжки 2,4 м. З огляду на невелику кількість залишків, загальна довжина динозавра була незрозуміла. Як передбачалося, вона могла становити від 8 до 20 метрів, що означало б, що дейнохейрус був довший за спінозавра, який вважається найбільшим з відомих тероподів. У 2008 році повторні розкопки в місці виявлення перших відомих залишків дейнохейруса принесли палеонтологам численні уламки кісток і кілька практично цілих черевних ребер, ймовірно, належали цьому ж примірнику; на двох з них були виявлені сліди зубів.
Ситуацію прояснила публікація 2014 року. Співавтори публікації (в число яких входили Лі Юн Нам, Рінченгін Барсболд і Філіп Каррі) повідомили про знаходження двох часткових скелетів дейнохейруса, також виявлених у немегтской формації у 2006 і 2009 роках. У одного з кістяків була відсутня передня частина (що не дозволило відразу впізнати в ньому дейнохейруса), у другого ж — ще більшого, ніж перший голотип — не вистачало частини хребта і правої передньої кінцівки. Ці залишки дозволили дослідникам з упевненістю стверджувати, що дейнохейрус належав до Ornithomimosauria.
За знайденими у 2006 і 2009 роках кістковими останками вдалося відновити зовнішній вигляд дейнохейрус. Це був незвично великий для орнітомімозавра динозавр (завдовжки досягав 11 м, а важив 6 тонн). Довга, схожа на качиний дзьоб паща дейнохейруса була позбавлена зубів, а нижня щелепа утворила виїмку, в якій, мабуть, розташовувався величезний язик. Від хребта вертикально вгору йшли кістяні відростки, товстіші ніж ті, які утворюють «парус» на спині спінозавра і уранозавра. Водночас горб, який вони повинні були утворити на спині ящера, був, найімовірніше, м'ясистим, як у сучасного верблюда: Лі Юн Нам передбачає, що їх призначенням було балансувати масивні черево і ноги дейнохейруса, подібно до того, як опори з розтяжками утримують у висячому положенні прольоти вантового моста.
На кінці хвоста дейнохейруса кістки зросталися, утворюючи пігостиль, подібний пташиному. Оскільки у сучасних птахів пігостиль служить для прикріплення до хвоста рульового пір'я, передбачається, що й у дейнохейруса хвіст міг бути оперений.
На відміну від типових представників Ornithomimosauria — невеликих прудконогих ящерів, — масивний дейнохейрус, мабуть, не міг розвивати велику швидкість. Його укус також не володів силою через відсутність зубів. Ці особливості організму визначили його раціон, який, на думку Лі, складався в основному з м'яких частин рослин, особливо водяних, що ростуть на дні струмків і озер. Вважається, що процес годування дейнохейруса відбувався наступним чином: спочатку ящір підбирав з дна або з поверхні води рослинну масу своїм широким дзьобом, а потім всмоктував її за допомогою води. Надалі їжа перемелювалася у шлунку динозавра за допомогою проковтнутих камінчиків, як це відбувається у наші дні у страусів та деяких інших птахів. Понад 1400 таких каменів, відомих як гастроліти, були виявлені експедиціями Лі поруч з кістками тулуба обох нових екземплярів дейнохейра.
Однак дієта дейнохейруса була не тільки рослинною: серед гастролітів були виявлені й риб'ячі кістки. Це показує, що дейнохейруси дійсно мешкали поблизу прісних водойм, а також що вони були всеїдними, здатними поглинати будь-яку доступну в їхньому природному середовищі їжу. Шотландський палеонтолог Стівен Брусатте називає їх «динозаврами-сміттярями» і передбачає, що крім риб в їхній раціон могли входити й інші дрібні хребетні. Своєю чергою самі дейнохейруси могли служити їжею домінівним хижакам цієї епохи та місцевості — тарбозаврам; про це свідчать сліди зубів на кістках першого відомого екземпляра.
Як один з найбільших динозаврів у своєму середовищі, дейнохейрус, ймовірно, міг побоюватися тільки інших великих динозаврів-тероподів. Наприкінці крейдяного періоду в Азії домінували великі тиранозаври, такі як Tarbosaurus і Zhuchengtyrannus. Тарбозавр зокрема, міг бути цілком серйозною загрозою, враховуючи, що хоча б одне з ребер, що належать першій знахідці, показує сліди зубів, які, ймовірно, належать Тарбозавру. Однак неможливо встановити, чи було це активне хижацтво, або просто поїдання стерва. Крім тиранозаврів, дейнохейрус ймовірно, вступав у контакт і з іншими видами динозаврів, такими як гадрозаври, цератопси, дромеозаври, овіраптори, теризинозаври, пахіцефалозаври, а також, час від часу, з титанозавром, в той час як всі ранні птиці і птерозаври літали над головами.